# Camilo Ugo Carabelli
Camilo Ugo Carabelli (Buenos Aires, 17 giugno 1999) è un tennista argentino.
Ha fatto il suo esordio nel circuito maggiore al Roland Garros 2022. Nel circuito maggiore in singolare non ha mai superato le semifinali. Ha vinto alcuni titoli nei circuiti minori e i suoi migliori ranking ATP sono stati il 43º posto in singolare nell'agosto 2025 e il 232º in doppio nel marzo 2022.

## Carriera

### Juniores
Gioca nell'ITF Junior Circuit fino al marzo 2016 e vince solo tornei minori, due in singolare e quattro in doppio. Nel 2015 fa parte della squadra argentina che alla Coppa Davis Junior perde la finale per il 5º/6º posto. Non prende parte ad alcuno dei tornei juniores del Grande Slam, e i migliori risultati nei tornei maggiori di Grade A sono i quarti di finale in singolare e in doppio al Campeonato Internacional Juvenil de Tenis de Porto Alegre nel 2016. Nel gennaio 2017 raggiunge il 70º posto nel ranking mondiale juniores.

### 2015-2018, inizi da professionista e primi titoli ITF
Nel 2015 fa le sue prime isolate apparizioni tra i professionisti nel circuito ITF, inizia a giocare con continuità verso la fine del 2016 e a luglio raggiunge al torneo di doppio dell'ITF Turkey F28 la sua prima finale, che non viene disputata. A ottobre debutta in singolare con una wild-card nel circuito Challenger a Buenos Aires e viene eliminato al primo turno. In dicembre alza il primo trofeo da professionista vincendo in coppia con Juan Pablo Ficovich il torneo di doppio all'ITF Uruguay F1. Nel 2017 vince un altro torneo ITF di doppio, mentre in singolare raggiunge due semifinali ITF. Nell'aprile 2018 gioca e perde la sua prima finale ITF in singolare e il mese successivo vince il primo titolo in singolare battendo Juan Carlos Saez nella finale dell'ITF Argentina F2. Nel corso della stagione vincerà altri due tornei ITF in singolare e due in doppio. In ottobre vince il primo incontro in un torneo Challenger con il successo su Gastão Elias al Campeonato Internacional de Tênis de Campinas e quello stesso mese raggiunge il 349º posto nel ranking.

### 2019-2021, primo titolo Challenger
All'inizio del 2019 gioca diversi tornei Challenger senza conseguire risultati di rilievo, torna a giocare nei tornei ITF e nell'arco della stagione ne vince quattro in doppio, mentre in singolare perde tutte e tre le finali disputate. Verso fine anno gioca di nuovo nei Challenger e vince qualche incontro, ma rispetto alla stagione precedente non compie progressi nel ranking. Nel 2020 gioca pochi tornei e vince solo un titolo ITF in singolare, a novembre raggiunge per la prima volta i quarti di finale in singolare in un Challenger a San Paolo del Brasile. Nel 2021 gioca i suoi ultimi trofei ITF e rimane concentrato soprattutto nei Challenger, a febbraio fa anche la sua prima esperienza nelle qualificazioni di un torneo del circuito maggiore a Córdoba e viene eliminato nel turno decisivo da Marcelo Tomás Barrios Vera. In giugno disputa la sua prima finale Challenger nel torneo di doppio del Forlì I, e in coppia con Pedro Cachín viene sconfitto in tre set da Sergio Galdós / Orlando Luz. Ad agosto sconfigge nel Challenger di Lüdenscheid il nº 77 del ranking mondiale Pedro Martínez, nella sua prima vittoria contro un top 100. Il primo titolo Challenger arriva la settimana successiva nel torneo di singolare a Varsavia con la vittoria in finale per 6-4, 6-2 contro Nino Serdarušić. A ottobre perde la finale del Lima Challenger contro Hugo Dellien e il mese dopo raggiunge la 202ª posizione nel ranking di singolare e la 289ª in doppio.

### 2022, esordio nel circuito maggiore, due titoli Challenger e top 100 nel ranking
Nel gennaio 2022 perde la finale in doppio al Challenger di Concepción e quella in singolare al Santa Cruz Challenger, grazie alla quale fa il suo ingresso nella top 200. Fa inoltre la sua prima apparizione nelle qualificazioni di un torneo del Grande Slam agli Australian Open e viene sconfitto al primo incontro. Il 1º maggio conquista il secondo titolo Challenger battendo Andrea Collarini al torneo di Tigre II. Quello stesso mese si qualifica per la prima volta per il tabellone principale di un torneo del Grande Slam superando senza perdere alcun set Yūichi Sugita, Ernesto Escobedo e Alexander Ritschard nelle qualificazioni del Roland Garros. Vince il suo primo incontro nel circuito maggiore battendo al tie-break del quinto set il nº 41 ATP Aslan Karacev ed esce di scena al secondo turno per mano di Félix Auger-Aliassime. Continua a progredire nel ranking e ad agosto sale alla 96ª posizione dopo la vittoria su Thiago Agustín Tirante nella finale del Lima Challenger. Esce dalla top 100 dopo due settimane e nel prosieguo della stagione l'unico risultato di rilievo è la finale Challenger raggiunta a ottobre a Buenos Aires, nella quale viene sconfitto da Juan Manuel Cerúndolo.

### 2023, un titolo Challenger
All'inizio del 2023 raggiunge la semifinale al Challenger di Piracicaba, mentre nel circuito maggiore si spinge a febbraio fino al secondo turno a Buenos Aires. Nei mesi successivi supera le qualificazioni nei tornei ATP solo al Chile Open ed esce al primo turno. Il primo buon risultato nei Challenger è la finale raggiunta ad agosto a Meerbusch, persa contro Jan Choinski. Quello stesso mese esce per alcune settimane dalla top 200 e a settembre torna a vincere un titolo dopo oltre un anno al Challenger Antofagasta, superando in finale Tristan Boyer. Perde la successiva finale al Challenger di Campinas in tre set contro Thiago Monteiro.

### 2024: tre titoli Challenger e 91º nel ranking
Eliminato nel turno decisivo delle qualificazioni agli Australian Open, tra febbraio e marzo vince i Challenger di Piracicaba e Santa Cruz superando nelle rispettive finali Federico Coria e Murkel Dellien. In quel periodo non va oltre il secondo turno nei tornei ATP. Torna a mettersi in luce arrivando in semifinale all'Aberto de Tênis de Santa Catarina e a inizio estate perde le finali al Poznań Open e al Tennis Open Karlsruhe. Nonostante non consegua risultati di rilievo nelle settimane successive, ad agosto porta il miglior ranking al 91º posto mondiale. A ottobre vince il Villa María Challenger superando in finale Jesper de Jong. All'ultimo impegno stagionale perde la finale al Challenger Temuco contro Hady Habib.

### 2025: prime semifinali ATP, terzo turno al Miami Open e 43º nel ranking
Eliminato al primo turno degli Australian Open, a febbraio vince il Rosario Challenger superando in finale Hugo Dellien. Riprende l'ascesa raggiungendo la prima semifinale nel circuito maggiore al Rio Open, elimina tra gli altri il nº 37 del mondo Pedro Martínez e cede in tre set a Sebastián Báez. Esce in semifinale perdendo contro Báez anche al successivo ATP 250 del Chile Open, dopo aver sconfitto l'idolo di casa Nicolás Jarry. Supera per la prima volta le qualificazioni in un Masters 1000 al Miami Open, raggiunge quindi il terzo turno battendo il nº 33 ATP Alex Michelsen e cede in due set a Novak Djokovic. Supera poi le qualificazioni anche al Monte Carlo Masters ed esce al primo turno. Continua a salire nel ranking raggiungendo il secondo turno agli Internazionali d'Italia, la semifinale al Challenger 175 del Piemonte Open e di nuovo il secondo turno all'Hamburg Open, dopo il quale si trova al 51º posto mondiale.
Eliminato al primo turno al Roland Garros e a Wimbledon, disputa due semifinali consecutive nei tornei ATP di Båstad e Umago, e dopo il secondo turno raggiunto al Cincinnati Open sale al 43º posto del ranking.

## Statistiche
Aggiornate al 18 agosto 2025.

### Tornei minori

#### Singolare

##### Vittorie (12)
| Legenda         |
| Challenger (8)  |
| ITF/Futures (4) |

| Nº  | Data              | Torneo                                         | Superficie  | Sfidante in finale      | Punteggio        |
| 1.  | 27 maggio 2018    | Argentina F2, Villa María                      | Terra rossa | Juan Carlos Saez        | 7-6(5), 6-3      |
| 2.  | 22 luglio 2018    | Italy F19, Gubbio                              | Terra rossa | Genaro Alberto Olivieri | 6(1)-7, 6-1, 6-2 |
| 3.  | 16 settembre 2018 | Argentina F5, Villa del Dique                  | Terra rossa | Nicolás Álvarez         | 6-2, 7-6(1)      |
| 4.  | 1º marzo 2020     | M25 Cordoba, Córdoba                           | Terra rossa | Tomás Martín Etcheverry | 7-6(9), 6-2      |
| 5.  | 29 agosto 2021    | Polish Cup, Varsavia                           | Terra rossa | Nino Serdarušić         | 6-4, 6-2         |
| 6.  | 1º maggio 2022    | Challenger de Tigre II, Tigre                  | Terra rossa | Andrea Collarini        | 7-5, 6-2         |
| 7.  | 14 agosto 2022    | Lima Challenger, Lima                          | Terra rossa | Thiago Agustín Tirante  | 6-2, 7-6(4)      |
| 8.  | 24 settembre 2023 | Challenger Antofagasta, Antofagasta            | Terra rossa | Tristan Boyer           | 3-6, 6-1, 7-5    |
| 9.  | 4 febbraio 2024   | Brasil Tennis Challenger, Piracicaba           | Terra rossa | Federico Coria          | 7-5, 6-4         |
| 10. | 10 marzo 2024     | Santa Cruz Challenger, Santa Cruz de la Sierra | Terra rossa | Murkel Dellien          | 6-4, 6-2         |
| 11. | 13 ottobre 2024   | Villa María Challenger, Villa María            | Terra rossa | Jesper de Jong          | 7-6(3), 3-6, 6-4 |
| 12. | 9 febbraio 2025   | Rosario Challenger, Rosario                    | Terra rossa | Hugo Dellien            | 3-6, 6-3, 6-2    |

##### Finali perse (15)
| Legenda         |
| Challenger (8)  |
| ITF/Futures (7) |

| Nº  | Data             | Torneo                                         | Superficie  | Sfidante in finale    | Punteggio           |
| 1.  | 29 aprile 2018   | Brazil F1, São José do Rio Preto               | Terra rossa | Thiago Seyboth Wild   | 6(5)-7, 3-6         |
| 2.  | 20 maggio 2018   | Argentina F1, Villa del Dique                  | Terra rossa | Facundo Argüello      | 6-3, 4-6, 4-6       |
| 3.  | 29 luglio 2018   | Italy F20, Pontedera                           | Terra rossa | Riccardo Balzerani    | walkover            |
| 4.  | 26 maggio 2019   | M15 Cancun, Cancún                             | Terra rossa | Matija Pecotić        | 2-6, 1-6            |
| 5.  | 11 agosto 2019   | M25 Vogau, Vogau                               | Terra rossa | Jonáš Forejtek        | 6(7)-7, 6-4, 4-6    |
| 6.  | 8 dicembre 2019  | M15 Santo Domingo, Santo Domingo               | Cemento     | Jan Choinski          | 0-6, 0-6            |
| 7.  | 4 aprile 2021    | M15 Villa Maria, Villa María                   | Terra rossa | Nicolás Kicker        | 3-6, 4-6            |
| 8.  | 3 ottobre 2021   | Lima Challenger, Lima                          | Terra rossa | Hugo Dellien          | 3-6, 5-7            |
| 9.  | 30 gennaio 2022  | Santa Cruz Challenger, Santa Cruz de la Sierra | Terra rossa | Francisco Cerúndolo   | 4-6, 3-6            |
| 10. | 2 ottobre 2022   | Challenger de Buenos Aires, Buenos Aires       | Terra rossa | Juan Manuel Cerúndolo | 4-6, 6-2, 5-7       |
| 11. | 13 agosto 2023   | Meerbusch Challenger, Meerbusch                | Terra rossa | Jan Choinski          | 4-6, 0-6            |
| 12. | 8 ottobre 2023   | Campeonato Internacional de Campinas, Campinas | Terra rossa | Thiago Monteiro       | 7-6(10), 2-6, 4-6   |
| 13. | 23 giugno 2024   | Poznań Open, Poznań                            | Terra rossa | Maks Kaśnikowski      | 6-3, 4-6, 3-6       |
| 14. | 7 luglio 2024    | Tennis Open Karlsruhe, Karlsruhe               | Terra rossa | Jozef Kovalík         | 3-6, 6(2)-7         |
| 15. | 1º dicembre 2024 | Challenger Temuco, Temuco                      | Cemento     | Hady Habib            | 4-6, 7-6(3), 6(2)-7 |